# Oliveira do Douro (Vila Nova de Gaia)
Oliveira do Douro is een plaats (freguesia) in de Portugese gemeente Vila Nova de Gaia en telt 23.384 inwoners (2001).

## Geboren
- João Pinto (1961), voetballer